# Oberasbach

Lage

Oberasbach (ⓘ, fränkisch: „Aschbach“) ist eine Stadt im mittelfränkischen Landkreis Fürth in Bayern.

## Geographie

### Lage
Der Hauptort bildet mit dem nördlich gelegenen Zirndorf eine geschlossene Siedlung. Im Osten fließt die Rednitz, an der sich weitestgehend die Gemeindegrenze zu Nürnberg orientiert. Dort befindet sich ein Sandmagerrasengebiet, das als Naturschutzgebiet ausgezeichnet ist.

### Nachbargemeinden
Oberasbach grenzt im Norden und Westen, z. T. der Bibert folgend, an die Kreisstadt Zirndorf. Östlich bildet die Rednitz zumeist die Grenze zum Fürther und Nürnberger Stadtgebiet. Im Süden von Oberasbach liegt Stein.

### Gemeindegliederung
Es gibt sechs Gemeindeteile (in Klammern ist der Siedlungstyp angegeben):
- Altenberg (Pfarrdorf)
- Kreutles (Pfarrdorf)
- Neumühle (Einöde)
- Oberasbach (Pfarrdorf)
- Rehdorf (Dorf)
- Unterasbach (Pfarrdorf)

Es gibt auf dem Gemeindegebiet die Gemarkungen Leichendorf (Gemarkungsteil 0) und Oberasbach.  Die Gemarkung Oberasbach hat eine Fläche von 10,194 km2. Sie ist in 7902 Flurstücke aufgeteilt, die eine durchschnittliche Fläche von 1290,07 m2 haben. In ihr liegen neben dem namensgebenden Ort die Gemeindeteile Altenberg, Kreutles, Neumühle und Unterasbach.

### Naturschutzgebiet

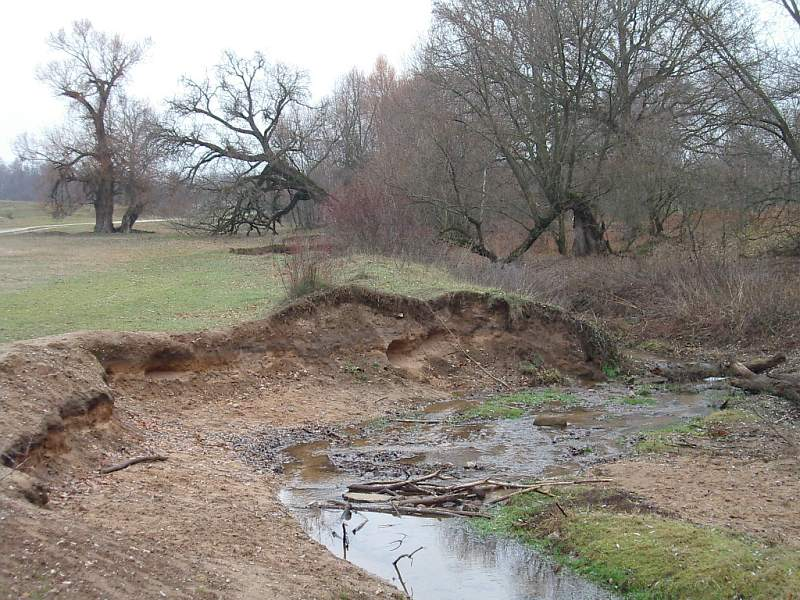
Kreuzbach bei Altenberg: Sandbruch mit Treibholz

Östlich der Gemeindeteile Altenberg und Unterasbach befindet sich das Naturschutzgebiet Hainberg, mit der größten zusammenhängenden Sandtrockenrasenfläche Frankens. Bis Anfang der 1990er Jahre wurde der Hainberg noch als Truppenübungsplatz der US-Armee genutzt.
Durch das Gelände des Hainbergs fließt der Kreuzbach, der in der Mitte einen im Umriss birnenförmigen Teich ausbildet. Dieser kleine Bach wird auch Asbach (wovon sich der Ortsname ableitet) genannt und befindet sich ausschließlich auf Oberasbacher Gemeindegebiet. Im oberen Teil wurde er in der zweiten Hälfte des 19. Jahrhunderts für die Landwirtschaft stark begradigt und kanalisiert. Seit 1990 erfolgten verhaltene Renaturierungsmaßnahmen. Im Bereich des Hainbergs wurde ein mehr natürlicher Verlauf mit einem künstlich angelegten Teich gestaltet. Der Kreuzbach mündet an der Fernabrücke zwischen Oberasbach und Nürnberg in die Rednitz. Im Jahre 2016 haben sich im Teich Biber angesiedelt.

## Geschichte
Der Ort wurde 1288 als „ze Obernaspach“ erstmals urkundlich erwähnt. Der Ortsname leitet sich vom Gewässernamen Asbach ab, dessen Bestimmungswort „aspe“ (mittelhochdeutsch für Espe) ist.
Im Mittelalter lag Oberasbach während der Zeit der Stammesherzogtümer im Herzogtum Franken. Ab 1500 gehörte der Ort dem Fränkischen Reichskreis an.
In der Schlacht an der Alten Veste im Jahre 1632 errichtete Wallenstein westlich der Rednitz sein ausgedehntes Lager, das von Fürth bis nach Stein reichte und in dieser Ausdehnung fast die ganze heutige Fläche Oberasbachs mit einbezog.
Gegen Ende des 18. Jahrhunderts gab es in Oberasbach 22 Anwesen. Das Hochgericht und die Dorf- und Gemeindeherrschaft übte das brandenburg-ansbachische Richteramt Roßtal aus. Grundherren waren das Klosterverwalteramt Heilsbronn (1 Gütlein), das Gotteshaus Zirndorf (1 Hof), die Kaplanei Zirndorf (1 Schmiede), die Heiligenstiftung Oberasbach (1 Haus), die Reichsstadt Nürnberg: Spitalamt (2 Höfe, 2 Halbhöfe, 1 Gütlein), Landesalmosenamt (3 Höfe, 1 Gütlein), die Deutschordenskommende Nürnberg (1 Gut) und Nürnberger Eigenherren: von Fürer (1 Hof), von Grundherr (2 Halbhöfe), von Haller (1 Hof), von Scheurl (1 Hof), von Tucher (2 Höfe) und von Zeltner (1 Hof). 1802 gab es im Ort 19 Anwesen, von denen vier ansbachisch und 15 fremdherrisch waren.
Von 1797 bis 1808 unterstand der Ort dem Justiz- und Kammeramt Cadolzburg. 1806 kam Oberasbach an das Königreich Bayern. Im Rahmen des Gemeindeedikts wurde 1808 der Steuerdistrikt Oberasbach gebildet, zu der Altenberg, Kreutles, Neumühle und Unterasbach gehörten. Im selben Jahr entstand die Ruralgemeinde Oberasbach, die deckungsgleich mit dem Steuerdistrikt war. Sie war in Verwaltung und Gerichtsbarkeit dem Landgericht Nürnberg zugeordnet und in der Finanzverwaltung dem Rentamt Fürth (1919 in Finanzamt Fürth umbenannt). Zwei Anwesen unterstanden in der freiwilligen Gerichtsbarkeit bis 1812 und von 1822 bis 1835 dem Patrimonialgericht Lohe und Behringersdorf, ein Anwesen von 1823 bis 1837 dem Patrimonialgericht Boxdorf und ein Anwesen von 1822 bis 1836 dem Patrimonialgericht Haimendorf. Ab 1862 gehörte Oberasbach zum Bezirksamt Fürth (1939 in Landkreis Fürth umbenannt). Die Gerichtsbarkeit ging 1862 an das Landgericht Fürth über (1879 in das Amtsgericht Fürth umgewandelt). Die Gemeinde hatte 1964 eine Gebietsfläche von 10,489 km2.

### Eingemeindungen
Am 1. Januar 1976 wurde Rehdorf von der aufgelösten Gemeinde Leichendorf mit damals etwa 150 Einwohnern eingegliedert.
Am 30. April 1994 erfolgte die Stadterhebung, welche am selbigen Tag in der Aula des Dietrich-Bonhoeffer-Gymnasium Oberasbach gefeiert wurde.

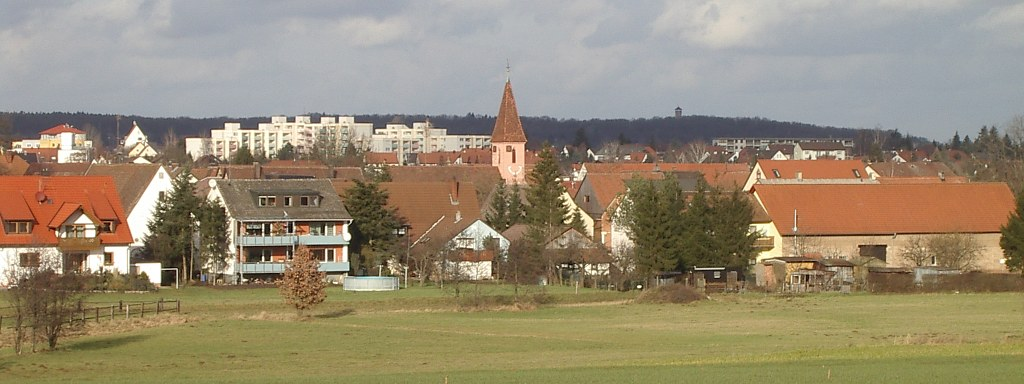
Ansicht von SW, im Hintergrund die Alte Veste

### Einwohnerstatistik
Gemeinde Oberasbach
| Jahr      | 1818   | 1840   | 1852   | 1861   | 1867   | 1871   | 1875   | 1880   | 1885   | 1890   | 1895   | 1900   | 1905   | 1910   | 1919   | 1925   | 1933   | 1939   | 1946   | 1950   | 1961   | 1970   | 1987   | 2007   | 2011   | 2016   |
| --------- | ------ | ------ | ------ | ------ | ------ | ------ | ------ | ------ | ------ | ------ | ------ | ------ | ------ | ------ | ------ | ------ | ------ | ------ | ------ | ------ | ------ | ------ | ------ | ------ | ------ | ------ |
| Einwohner | 359    | 436    | 578    | 496    | 551    | 597    | 651    | 702    | 703    | 758    | 748    | 806    | 895    | 905    | 959    | 1073   | 2099   | 2851   | 3925   | 4751   | 7717   | 12766  | 14833  | 17062  | 17175  | 17553  |
| Häuser    | 54     | 67     |        |        |        | 79     |        |        | 95     | 104    |        | 106    |        |        |        | 131    |        |        |        | 582    | 1195   |        | 3464   |        |        | 4616   |
| Quelle    | [ 19 ] | [ 20 ] | [ 21 ] | [ 22 ] | [ 23 ] | [ 24 ] | [ 25 ] | [ 26 ] | [ 27 ] | [ 28 ] | [ 21 ] | [ 29 ] | [ 21 ] | [ 30 ] | [ 21 ] | [ 31 ] | [ 21 ] | [ 21 ] | [ 21 ] | [ 32 ] | [ 14 ] | [ 33 ] | [ 34 ] | [ 35 ] | [ 35 ] | [ 35 ] |

Ort Oberasbach
| Jahr      | 018180 | 018400 | 018610 | 018710 | 018850 | 019000 | 01925  | 0019500 | 019610 | 019700 | 019870 | 020220 |
| --------- | ------ | ------ | ------ | ------ | ------ | ------ | ------ | ------- | ------ | ------ | ------ | ------ |
| Einwohner | 211    | 248    | 230    | 245    | 282    | 358    | 466    | 2093    | 2345   | 2898   | 3141   | 5078   |
| Häuser    | 28     | 31     |        |        | 43     | 50     | 54     | 263     | 404    |        | 820    |        |
| Quelle    | [ 19 ] | [ 20 ] | [ 22 ] | [ 24 ] | [ 27 ] | [ 29 ] | [ 31 ] | [ 32 ]  | [ 14 ] | [ 33 ] | [ 34 ] | [ 36 ] |

### Konfessionsstatistik
Laut dem Zensus 2011 waren 41,9 % der Einwohner evangelisch, 29,9 % römisch-katholisch und 28,2 % waren konfessionslos, gehörten einer anderen Glaubensgemeinschaft an oder machten keine Angabe. Der Anteil der (evangelischen und katholischen) Kirchenmitglieder an der Gesamtbevölkerung ist seitdem gesunken. Ende 2024 (Stand 1. Dezember) hatte Oberasbach 18.613 Einwohner davon waren 30,4 % (5.655) evangelisch, 21,7 % katholisch(4.040) und 47,9 % gehörten entweder eine andere oder gar keine Glaubensgemeinschaft an.

## Politik

### Bürgermeister
Seit der Wahlperiode 2014–2020 stellt die CSU mit Birgit Huber die Erste Bürgermeisterin. Der zweite Bürgermeister war Norbert Schikora (Bündnis 90/Die Grünen). Dritter Bürgermeister war Thomas Peter (FDP/FOB). Zur Kommunalwahl 2020 wurde Huber mit 51,61 % wiedergewählt.

### Stadtrat
Seit der Legislaturperiode 2020–2026 sind erstmals AfD, Linke und Bürgerinitiative Oberasbach im Stadtrat vertreten. 

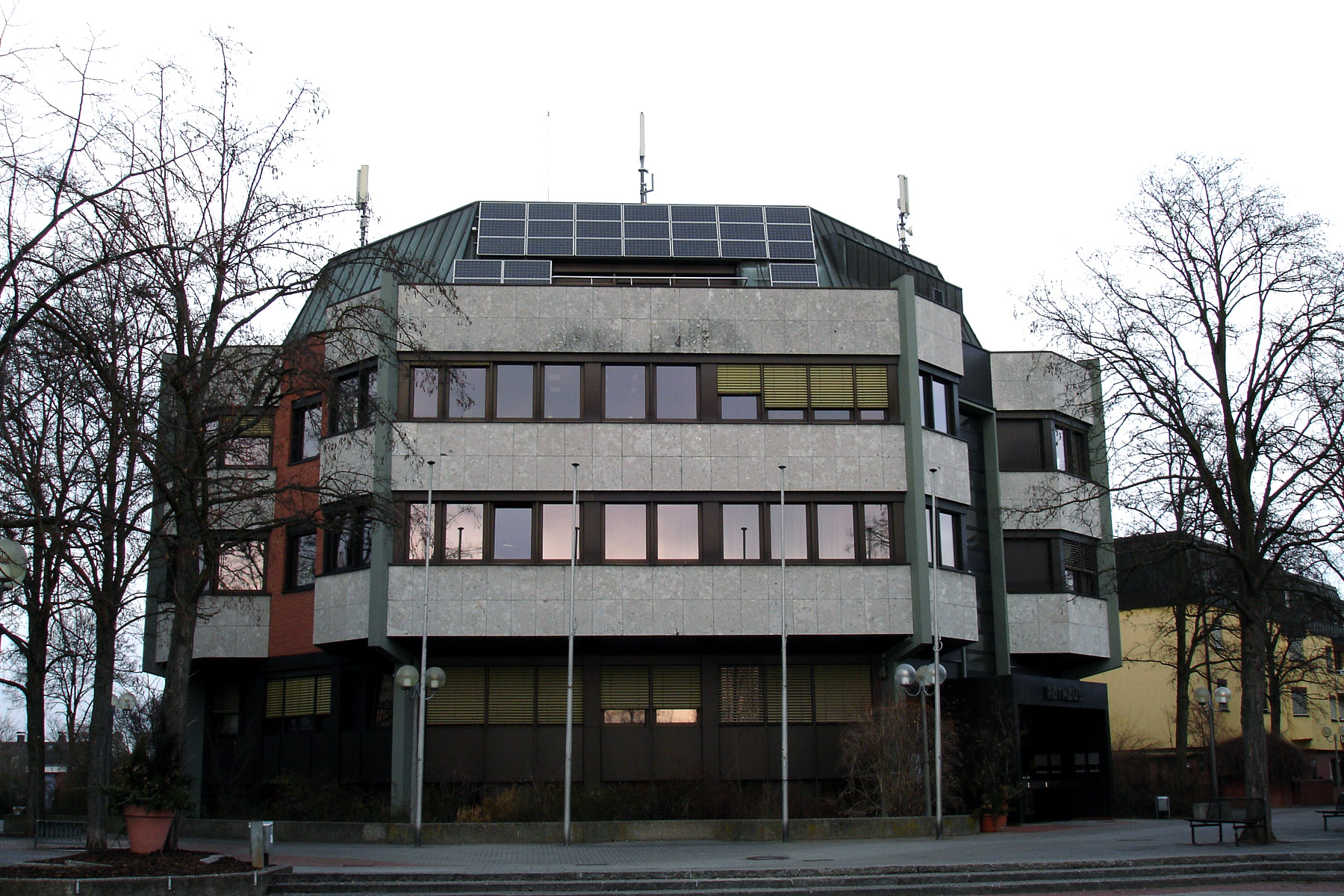
Oberasbacher Rathaus

Die Ergebnisse der Stadtratswahl vom 15. März 2020 lauten:
CSU: 35,29 %, Grüne: 17,35 %, SPD: 14,51 %, FW: 13,06 %, BI Oberasbach: 7,68 %, AfD: 4,72 %, FDP: 4,61 %, Linke: 2,77 %
|      | CSU | SPD | Grüne | FW | FDP | BI | AfD | Die Linke | Gesamt   |
| ---- | --- | --- | ----- | -- | --- | -- | --- | --------- | -------- |
| 2014 | 9   | 9   | 3     | 2  | 1   | 0  | 0   | 0         | 24 Sitze |
| 2020 | 9   | 3   | 4     | 3  | 1   | 2  | 1   | 1         | 24 Sitze |

### Wappen und Flagge
Wappen
| Wappen von Oberasbach | Blasonierung: „Gespalten; vorne in Rot übereinander zwei goldene Löwen, hinten fünfmal schräg geteilt von Schwarz und Gold.“ |
| Wappen von Oberasbach | Wappenbegründung: Das Wappen enthält das Stammwappen der Herren von Berg, einem Reichsministerialengeschlecht, das seit dem 12. Jahrhundert seine Burg im Gemeindegebiet hatte. Die Gemeinde Oberasbach führt seit 1957 ein Wappen. |

Flagge
Die Gemeindeflagge ist gelb-rot.

### Städtepartnerschaften
- L’Aurence Glane Développement, Frankreich (Gemeindeverbund)
- Niederwürschnitz, Deutschland
- Olawa, Polen
- Riolo Terme, Italien[44]

## Kultur und Sehenswürdigkeiten

### Kultur

#### Oberasbacher Markttage
Im wöchentlichen Rhythmus finden jeweils freitags die Oberasbacher Markttage statt. Im Ortszentrum um das Rathaus werden hier vorwiegend landwirtschaftliche Produkte angeboten.

#### Oberasbacher Kulturtage
Jährlich finden an einem Wochenende im Juni die Oberasbacher Kulturtage statt. Hier werden unter anderem Skulpturen von regionalen Künstlern eingeweiht.

### Baudenkmäler
Die Kirche St. Lorenz ist ein einfacher geschlämmter Saalbau mit dreiseitigem Chor (erste Hälfte 15. Jh.) und quadratischem Glockenturm über dem Ostende des Schiffes. Die Polygonecken des Chores sind mit Strebepfeilern besetzt und einem Kaffgesims öffnen schlanke Maßwerkfenster die Wandflächen. Im Innern ist der Saal von einer Holztonnendecke überspannt und der Chor zeigt ein netzartiges Kreuzrippengewölbe, bei dem die Gewölbefläche mit den vier Evangelistensymbolen und stilisierten Pflanzen in Freskotechnik ausgemalt sind.

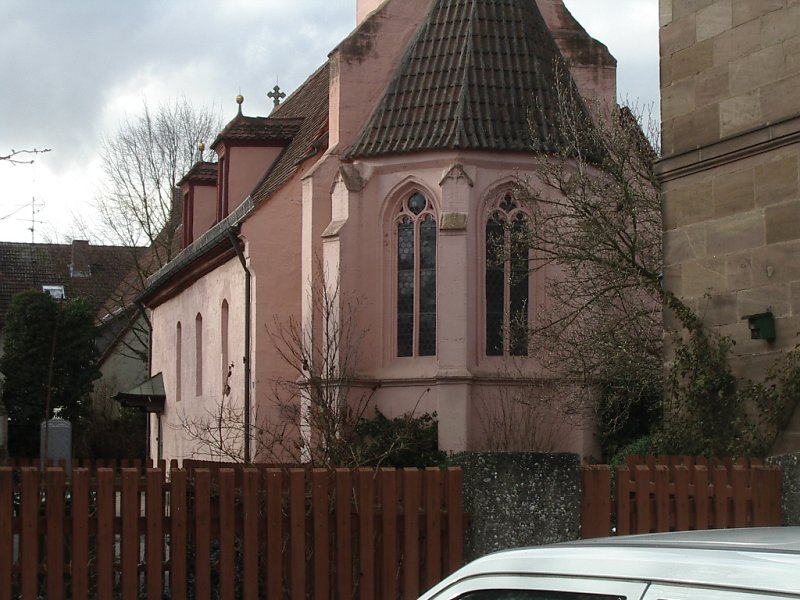
Kirche St. Lorenz

Auf der anderen Straßenseite ist ein ehemaliges Milchhaus erhalten.

## Bildung

### Schulen

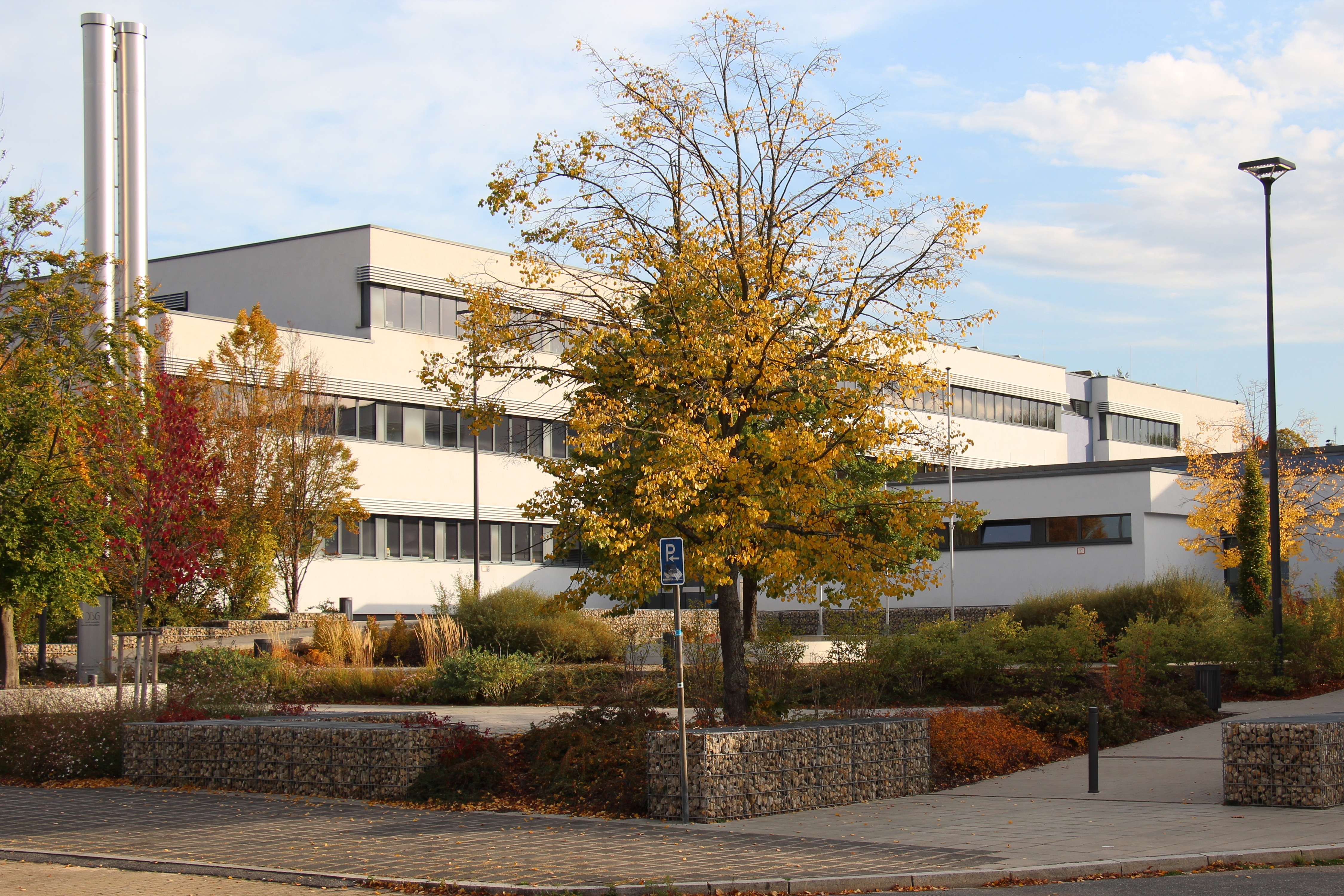
Foto des Dietrich-Bonhoeffer-Gymnasiums in Oberasbach im Oktober 2019

- Dietrich-Bonhoeffer-Gymnasium Oberasbach
- Grundschule Altenberg
- Pestalozzi-Grundschule Kreutles
- Pestalozzischule (Mittelschule)
- Sonderpädagogische Förderzentrum
- Volkshochschule Oberasbach/Zirndorf

### Stadtbücherei
Im Rathaus befindet sich im Untergeschoss die Stadtbücherei. Diese umfasst rund 29.000 Bücher, Videos, Zeitschriften und CDs. Alle Medien können kostenlos entliehen werden.

### Jugendhaus
Nahe der Kirche St. Johannes, neben der Pestalozzischule, befindet sich das Jugendhaus Oasis, das verschiedene Freizeitaktivitäten für Jugendliche anbietet.

### Volkshochschule
Die Volkshochschule der Stadt Oberasbach ist die kommunale Einrichtung der Erwachsenenbildung. Sie befindet sich zusammen mit dem Kulturamt neben dem Rathaus im „KuBiZ“ (Kultur und Bildung im Zentrum). Hier finden im Jahr ca. 1.000 Kurse und Veranstaltungen statt. Seit 2020 besteht eine kommunale Zusammenarbeit mit dem Markt Roßtal als vhs-Verbund „vhs Oberasbach & Roßtal“.

## Wirtschaft

### Wirtschaft vor 1800
Erste Hinweise auf Nutzung der Wasserkraft der Rednitz gibt es aus dem Jahr 1634, im Bereich des Gemeindeteiles Neumühle. Es wird von einer ausgebrannte Mühle berichtet, welche im Jahr 1684 wieder aufgebaut wurde.
Aufgrund des Namens Neumühle wird vermutet, dass es bereits früher eine Mühle in Oberasbach gab und eine Nutzung der Wasserkraft bereits vor 1316 stattfand, jedoch kann dies nicht genau belegt werden.
Im Jahr 1691 wurde von der Stadt Nürnberg der Bau eines Sägewerkes in der Neumühle genehmigt. Jedoch gab es Unstimmigkeiten mit dem örtlichen Markgrafen, welcher sein Einverständnis für den Bau zurückzog. Die Besitzfassion von 1808 belegt jedoch, dass das Sägewerk schlussendlich gebaut wurde.

### Wirtschaft des 19. und 20. Jahrhunderts

#### Glasschleiferei Jacob Büchenbacher
Zwischen 1843 und 1852 gründete der Nürnberger Kaufmann Carl August Klein ein Glaspolier- und Schleifwerk in der Neumühle, rechts (östlich) der Rednitz.
Dieser Bereich wurde am 19. Januar 1872 an Jacob Büchenbacher aus Fürth verkauft. Das Werk ging nach seinem Tod am 2. April 1894 an seine Söhne Karl und Justus Büchenbacher über. Im Rahmen der Weltwirtschaftskrise wurde der Betrieb am 29. April 1931 geschlossen.
Im Dritten Reich wurde das Grundstück im Zuge der Judenverfolgung zwangsliquidiert.

#### Bronzewerk der Firma Eiermann und Tabor

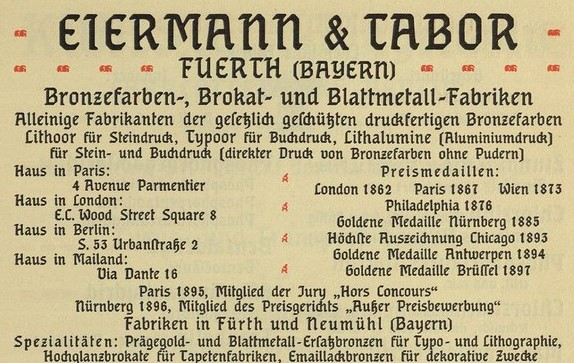
Eiermann & Tabor auf der Weltausstellung Paris 1900

Ein Werkkomplex, welcher links (westlich) der Rednitz lag, wurde am 9. Februar 1870 von Carl August Klein zur Hälfte an die Kaufleute Adolf und Maria Ullmann verkauft, welche daraufhin zusammen mit ihm die Firma Klein und Ullmann, Folienherstellung, betrieben.
Am 20. Februar 1873 erwarben die Fürther Bronzefabrikanten Eiermann und Tabor die Hälfte der vorhandenen Fabrikbauten. Die andere Hälfte wurde am 17. November 1874 an die Fürther Firma Gebrüder Fleischmann verkauft. 
Am 17. November 1885 kaufte Eiermann und Tabor die Fleischmannschen Werke auf und besaß somit alle Fabrikanlagen entlang des westlichen Rednitzufers.
Im Jahr 1897 expandierte die Firma Eiermann und Tabor und errichtete neue Fabrikbauten mit 192 Bronzestampfen und verkaufte ihre Bronze weltweit.
Auch diese Firma wurde im Zuge der Judenverfolgung des Dritten Reiches zwangsliquidiert. Das Gelände wurde von der Firma Eckart zwischen 1934 und 1936 zuerst gepachtet und dann deutlich unter Wert erworben.
Das Werk wurde umgebaut und stellte während des Krieges Feinaluminiumpulver her, welches dem Treibstoff der V1 und V2 beigemengt wurde.

#### Ziegeleien
In der zweiten Hälfte des 19. Jahrhunderts gewann die Ziegelindustrie an Bedeutung. Mit dem Aufschwung der Bauindustrie begann auch der Aufschwung der industriellen Ziegelproduktion in Oberasbach.
Insgesamt gab es mindestens sechs Ziegeleien vor Ort, was zu einem harten Konkurrenzkampf führte. Hauptabnehmer waren die Städte Nürnberg und Fürth.
Aufgrund der Kohleknappheit und Mangel an Arbeitskräften während des Ersten Weltkrieges stellten die meisten Ziegeleien ihren Betrieb ein.
Kurz vor dem Höhepunkt der Deutschen Inflation blieb nur noch die Ziegelei Gerstendörfer übrig. Diese stellte aufgrund der erschöpften Lehmvorkommen und des großen Investitionsbedarfes ihren Betrieb im Jahr 1967 ein.

### Wirtschaft in der Neuzeit
Es gibt zahlreiche Handwerksbetriebe, mehrere Supermärkte, Bäckereien und Metzgereien. Man findet auch mehrere Cafés, Bars und Restaurants. Dazu kommen kleinere industrielle Betriebe.
Um diese lokalen Anbieter zu stärken, wurde der Oberasbacher Gewerbeverband ins Leben gerufen. Dieser wurde jedoch im Jahr 2015 zum Bund der Selbständigen Oberasbach.

## Verkehr

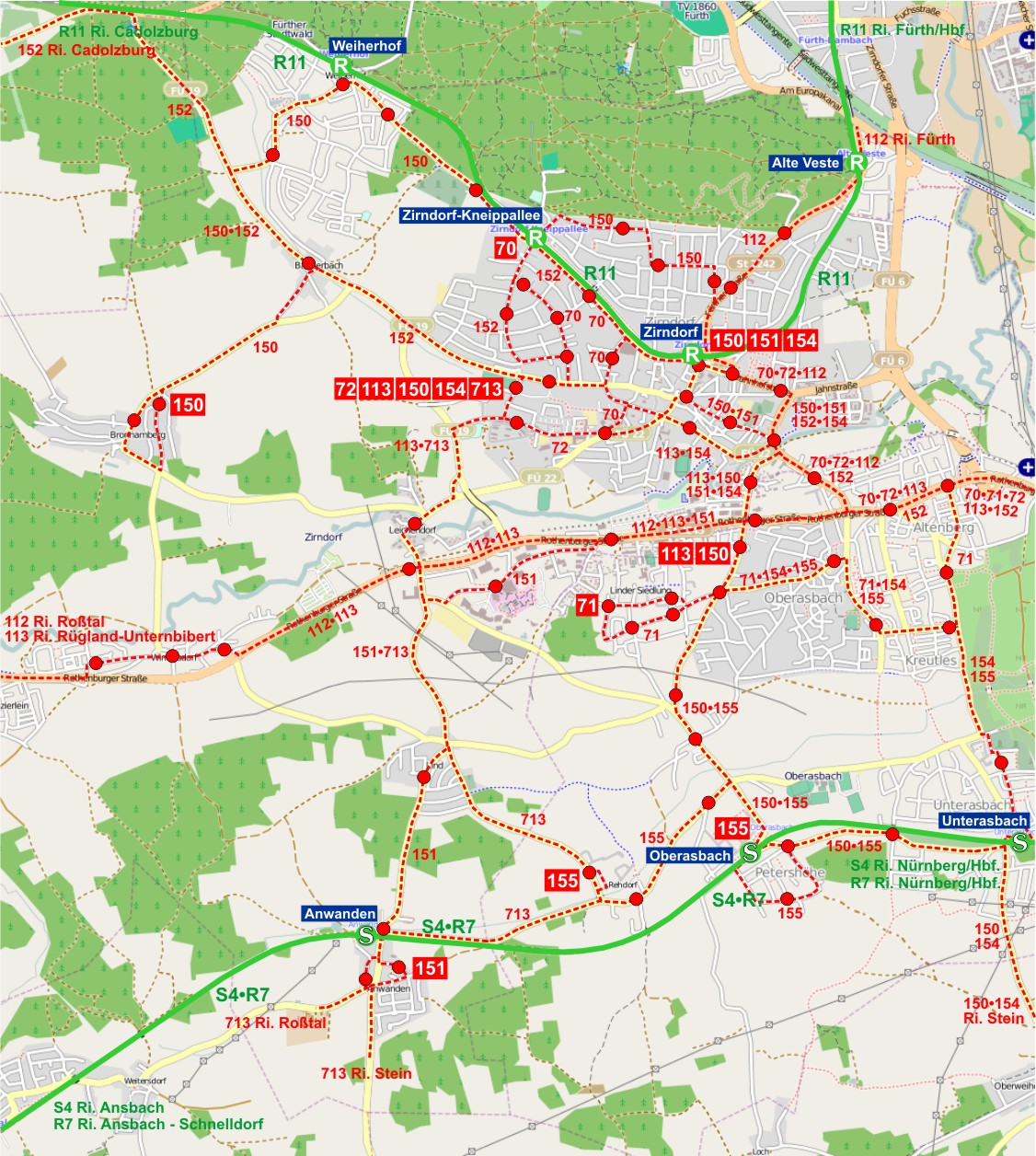
ÖPNV in Oberasbach

### Straßenverkehr
Oberasbach liegt an der Rothenburger Straße, die die Hauptverkehrsader der Stadt ist. Die Rothenburger Straße beginnt in Nürnberg am Plärrer und ist ab der Kreuzung mit der Von-der-Tann-Straße (B 4 R) die Staatsstraße 2245; diese mündet bei Oberdachstetten in die Bundesstraße 13; sie ist die alte Hochstraße von Nürnberg nach Rothenburg ob der Tauber. Über die Anschlussstelle Nürnberg-Kleinreuth der Südwesttangente bestehen Verbindungen zum Kraftfahrstraßen- und Autobahnnetz. Oberasbach leidet unter starkem Verkehrsaufkommen, verursacht durch Pendler und Schwerlastverkehr.
Gemeindeverbindungsstraßen führen nach Rehdorf, nach Leichendorf und nach Lind jeweils zur Kreisstraße FÜ 14 und nach Unterasbach.

### Eisenbahn
Durch das Stadtgebiet verläuft die Bahnstrecke Nürnberg–Crailsheim, an der sich innerhalb Oberasbachs die zwei Haltepunkte Unterasbach und Oberasbach befinden, wodurch eine Direktanbindung zum Hauptbahnhof Nürnberg besteht. Die Strecke wird von der S-Bahnlinie S4 im 20/40-Minuten-Takt bedient.
Bis zum 25. September 1986 war Oberasbach zusätzlich durch die Bibertbahn am ehemaligen Haltepunkt Zirndorf-Altenberg erschlossen.

### Öffentlicher Nahverkehr
Die Stadt liegt im Tarifgebiet des Verkehrsverbund Großraum Nürnberg und ist mit zahlreichen Omnibuslinien gut erschlossen. Die Verbindung nach Nürnberg zum U-Bahnhof Gustav-Adolf-Straße stellen die Stadtbuslinien 70 bis 72 der VAG sowie die Regionalbuslinie 113 der Firma Schmetterling Reise- und Verkehrslogistik GmbH her. Direkte Verbindungen nach Fürth gibt es mit einigen wenigen Fahrten durch die Regionalbuslinien 112 und 152. Zusätzlich verkehren in Oberasbach die Linien 150, 154 und 155 der DB Regio Bus Bayern GmbH (ehemals Stadtbus Zirndorf/Oberasbach), die Verbindungen nach Zirndorf, Stein und zur S-Bahn herstellen.
Es wird darüber nachgedacht, die künftige Nürnberger U-Bahn-Linie U3 (Nordwestring–Gebersdorf) mit einem Abzweig nach Oberasbach zu verlängern. Eine Realisierung ist mittelfristig nicht zu erwarten, da die Stadt Nürnberg erst die Strecke bis Gebersdorf bauen muss, zudem ist die Finanzierung noch ungesichert.

## Persönlichkeiten

### Söhne und Töchter der Stadt
- Hans Peter Hümmer (* 1943), Arzt und Studentenhistoriker

### Persönlichkeiten, die in dieser Stadt gewirkt haben
- Deniz Aytekin (* 1978), Bundesligaschiedsrichter
- Maurice Müller (* 1992), Fußballspieler